# 国見山 (高知県)
国見山（くにみやま）は、高知県高知市にある標高925.9mの山である。
近くに雪光谷があることから雪光山（せっこうざん）とも呼ばれる（なお、高知市公式ホームページでは雪光山を記事名とし「別名国見山」と記している）。
ピラミダルな山容で展望も良いことが山名の由来と思われる。また、国見山ということで大黒天の石像や祠が頂上に祀られ、春と秋には祭りが行われる里山の信仰の山である。

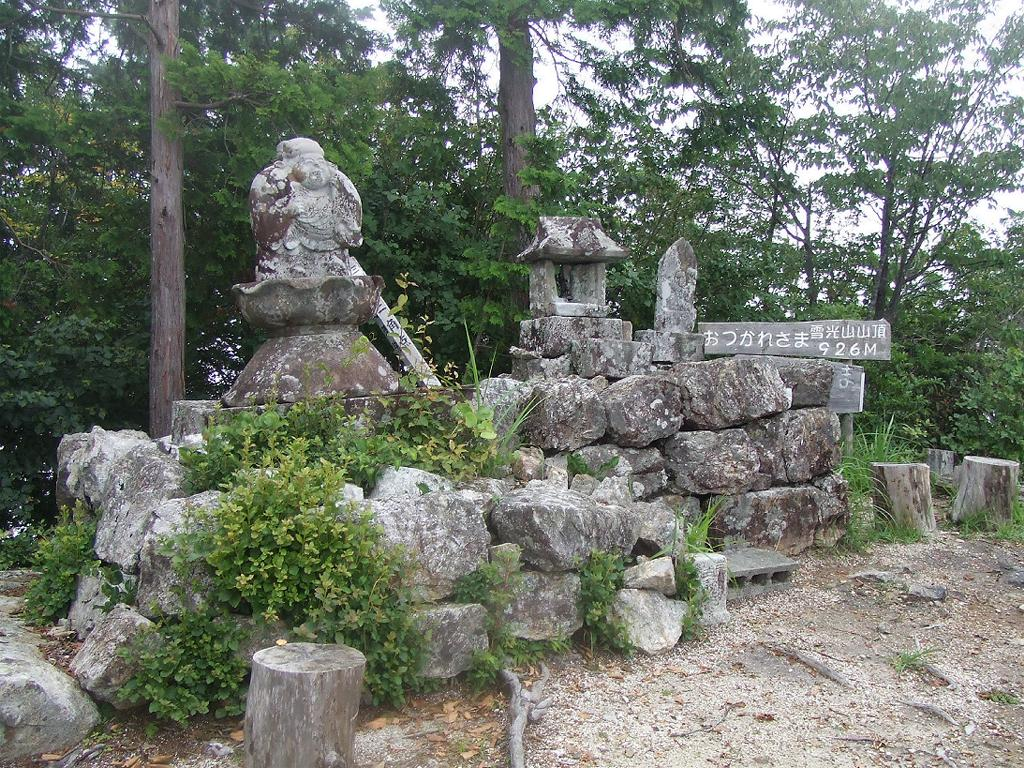
頂上

高知市の市民の森に選定されている。